# Engsö Slott
Engsö Slot (svensk Ängsö Slott) er et gammelt gods på øen Ängsön i Mälaren i Sverige. Den ældste med vished kendte ejer var Riseberga kloster. Senere kom Engsö i hertugerne Eriks og Valdemars hænder; de afstod det 1307 det til drost Ambjörn Sixtensson (Sparre). Cirka 1480 opførte rigsråd Bengt Fadersson (Sparre) det endnu bevarede, om end senere opførte slot. 
Da hans søn, rigsråd Knut Bengtsson, hørte til kong Christian 2.s parti og var medlem af den i slutningen af 1520 indsatte regering i Stockholm, blev Engsö indesluttet af Gustav Vasa. Det var nu så vel befæstet at det først efter en formelig belejring kunne indtages. Sejrherren ødelagde det meste af fæstningsværkerne.
Slottet blev senere restaureret af grev Karl Fredrik Piper (1740-48) og danner nu en mægtig firkant i 4 stokværk og med 6 fod tykke grundmure. Pipers mor, gift med Karl 12.s minister, Karl Piper, havde 1710 tilkøbt sig Engsö og gjorde det 1747 til et fideikommis i den Piperske slægt. På den tid var digteren Olof Dalin en velset gæst hos Karl Fredrik Piper på Engsö, og mange af hans digte besynger Engsö. Til slottet hører en smuk gammel kirke, Pipers og Sparres gravkirke. Væggene er dækket af et halvt hundrede våbenskjolde, tilhørende godsets forskellige ejere.
Engsö Slott blev beboet frem til 1959 af familien Piper. I dag er slottet åbent for offentligheden.
59°31′57″N 16°51′27″Ø / 59.53250°N 16.85750°Ø